# Rifargia biplaga
Rifargia biplaga är en fjärilsart som beskrevs av Rothschild 1917. Rifargia biplaga ingår i släktet Rifargia och familjen tandspinnare. Inga underarter finns listade.